# Slobodan Šijan
Slobodan Šijan (Beograd, 16. studenoga 1946.) je srpski filmski i TV redatelj, scenarist, slikar i filmski kritičar, najpoznatiji kao autor niza crnih komedija početkom 1980.-ih, koje su u tadašnjoj Jugoslaviji stekle izuzetnu popularnost, a s vremenom i kultni status, od kojih su najpoznatije “Maratonci trče počasni krug” i “Tko to tamo pjeva”.
Rođen je 16. studenoga 1946. godine u Beogradu. Njegov otac bio je general JNA i narodni heroj Milan Šijan.
U Beogradu je završio slikarstvo na Akademiji likovnih umjetnosti i filmsku režiju na Fakultetu dramskih umjetnosti. U razdoblju od 1965. — 1980., aktivno se bavi likovnom umjetnošću. U početku, blizak je grupi Medijala, da bi kasnije svojim radom nastupao u okviru Nove umjetničke prakse '70.-ih. 
Kao redatelj, bavio se eksperimentalnim filmom, radio je televizijske emisije i filmove, da bi se početkom '80.-ih uključio i u profesionalnu kinematografiju. Objavio je tekstove o filmu u domaćim i stranim filmskim časopisima, a priredio je i nekoliko knjiga i publikacija o domaćim i stranim filmskim redateljima. Tijekom 1990. i 1991. godine bio je direktor Jugoslovenske kinoteke u Beogradu. 
Godine 1996., u anketi Akademije za filmsku umjetnost i znanost, organiziranoj povodom 100-godišnjice filma u Srbiji, njegov film „Tko to tamo pjeva“ (1980.) proglašen je za najbolji jugaslovenski film snimljen tijekom posljednjih 50 godina. Profesor je filmske režije na Fakultetu dramskih umjetnosti i na Akademiji umjetnosti „Braća Karić“ u Beogradu.
Od 2001. predaje na „Loyola Marymount“ Sveučilištu u Kaliforniji.

## Djela

### Redatelj
- 1975. — Sunce te čuva
- 1976. — Pohvala svetu
- 1976. — Sve što je bilo lepo
- 1977. — Šta se dogodilo sa Filipom Preradovićem
- 1978. — Najlepša soba
- 1979. — Gradilište
- 1979. — Ing. ugostiteljstva
- 1979. — Kost od mamuta
- 1980. — Tko to tamo pjeva
- 1982. — Maratonci trče počasni krug
- 1983. — Kako sam sistematski uništen od idiota
- 1984. — Davitelj protiv davitelja
- 1988. — Tajna manastirske rakije
- 2003. — Siroti mali hrčki 2010
- 2007. — S. O. S. — Spasite naše duše
- 2021. — Budi Bog s nama

### Pisac
- 1983. — Kako sam sistematski uništen od idiota
- 1984. — Davitelj protiv davitelja